# Найджел Кодрінгтон
Найджел Кодрінгтон (англ. Nigel Codrington, нар. 5 липня 1979, Джорджтаун) — гаянський футболіст, що грав на позиції нападника.

## Клубна кар'єра
У дорослому футболі дебютував 1999 року виступами за команду «Камптон», у якій провів три сезони. 
Своєю грою за цю команду привернув увагу представників тренерського штабу клубу «Нотр Дам», до складу якого приєднався 2003 року. Відіграв за команду з передмістя Бриджтауна наступний сезон своєї ігрової кар'єри.
Згодом з 2005 по 2008 рік грав у складі команд «Сан-Хуан Джаблоті», «Каледонія Ей-Ай-Ей», «Клівленд Сіті Старс» та «Каледонія Ей-Ай-Ей».
У 2009 році повернувся до клубу «Камптон». Цього разу провів у складі його команди один сезон.
У 2011 році перейшов до клубу «Альфа Юнайтед», за який відіграв 1 сезон. Завершив професійну кар'єру футболіста виступами за команду «Альфа Юнайтед» у 2012 році.

## Виступи за збірну
У 2001 році дебютував в офіційних матчах у складі національної збірної Гаяни.
Загалом протягом кар'єри в національній команді, яка тривала 10 років, провів у її формі 26 матчів, забивши 17 голів.